# モルガン・スタンレーMUFG証券
モルガン・スタンレーMUFG証券株式会社（モルガン・スタンレーエムユーエフジーしょうけん、英称: Morgan Stanley MUFG Securities Co., Ltd.）は、日本の証券会社。モルガン・スタンレーと、三菱UFJフィナンシャル・グループ（MUFG）傘下の三菱UFJ証券ホールディングス合弁のホールセール専業証券会社である。

## 沿革
- 1984年（昭和59年）：モルガン・スタンレー・インターナショナル・リミテッド東京支店設立
- 1988年（昭和63年）：モルガン・スタンレー・ジャパン・リミテッドに商号変更
- 1999年（平成11年）：モルガン・スタンレー・ディーン・ウィッター・ジャパン・リミテッドへ営業譲渡
- 2001年（平成13年）：モルガン・スタンレー証券に商号変更
- 2006年（平成18年）：モルガン・スタンレー証券株式会社に営業譲渡
- 2007年（平成19年）：日本における持株会社モルガン・スタンレー・ホールディングス株式会社設立
- 2010年（平成20年）：モルガン・スタンレー及び三菱UFJフィナンシャル・グループによる日本における証券合弁事業の開始。モルガン・スタンレーMUFG証券株式会社に社名変更

## 不祥事

### 複数銘柄に対しての空売り規則違反
2002年に空売り規制違反により、金融庁から処分を受けた 。

### 西武ホールディングスの株価を不正操作
2015年9月から10月にかけての14日間、見せ玉により価格を不正に操作していたとして、2017年7月31日から同年8月2日までの間取引停止と、過怠金8,000万円の処分を受けた。